# Hamilton FC de Salamanca
El Hamilton Foot-Ball Club, también conocido como Salamanca Team Foot-Ball o Helmántica Foot-Ball Club. Fue un club deportivo de la ciudad de Salamanca fundado en 1905 y disuelto probablemente en 1907.

## Historia
Fue fundado por estudiantes irlandeses del Real Colegio San Patricio de Nobles Irlandeses el 15 de noviembre de 1905 que querían disfrutar del deporte durante sus tiempos de ocio. Tenía dos secciones deportivas, sección de futbol y de lanzamiento de peso, en 1907 participa en la Copa del rey celebrada ese mismo año, pero no dio buenos resultados y el único partido ganado fue contra el Recreativo de Huelva con 2 tantos a 0, queda Cuarto en la fase final de la copa. Desapareceriá unos meses después.
El Equipo se caracterizaba por solo contener personas de origen Irlandés y ninguno de origen salmantino.